# Bavayia robusta
Bavayia robusta — вид геконоподібних ящірок родини диплодактилідів (Diplodactylidae). Ендемік Нової Каледонії.

## Поширення і екологія
Bavayia robusta широко поширені на півдні Нової Каледонії та на сусідніх островах, зокрема на острові Пен. Вони живуть в мангрових заростях і тропічних лісах, на висоті до 500 м над рівнем моря. Ведуть нічний, деревний спосіб життя.

## Збереження
МСОП класифікує стан збереження цього виду як близький до загрозливого. Bavayia robusta загрожує знищення природного середовища.